# Cyprinion milesi
Cyprinion milesi är en fiskart som först beskrevs av Day, 1880.  Cyprinion milesi ingår i släktet Cyprinion och familjen karpfiskar. Inga underarter finns listade i Catalogue of Life.